# Lamitan
Lamitan est une ville de la province de Basilan, aux Philippines. Sa population est de 68 996 habitants au recensement de 2010.